# Tolmerus exiguus
Tolmerus exiguus là một loài ruồi trong họ Asilidae. Tolmerus exiguus được Lehr miêu tả năm 1981. Loài này phân bố ở vùng Cổ Bắc giới.